# Tipula vivax
Tipula vivax är en tvåvingeart som beskrevs av Alexander 1933. Tipula vivax ingår i släktet Tipula och familjen storharkrankar. Inga underarter finns listade i Catalogue of Life.